# Notre-Dame de Reims
Cathédrale Notre-Dame de Reims, Notre-Damekatedralen i Reims, är en gotisk katedral i den franska staden Reims, som är den största staden i landskapet Champagne, i departementet Marne. 
Denna katedral är särskilt känd som den kyrka där de franska konungarnas kröningar ägde rum. Den siste av dem som kröntes där, den 29 maj 1825, var Karl X. En särskild helig olja som användes vid smörjelsen vid dessa kröningar förvarades också i Reims i Sainte Ampoulle, i "heliga ampullan". Katedralen, som är en av Frankrikes största, är arkitektoniskt framförallt känd för sin rika skulpturala utsmyckning och för sin fasad. Den används i gudstjänstlivet av romersk-katolska kyrkan.

## Bakgrund
Den nuvarande kyrkan ersatte en äldre som brann ned 1211 som i sin tur byggdes där den basilika stod där Klodvig döptes 496. Katedralen byggdes, med undantag av den västra delen av fasaden, på 1200-talet. Västfasaden uppfördes på 1300-talet efter ritningar från 1200-talet. Mittskeppet förlängdes däremellan för att ge plats åt de folkmassor som ville närvara vid kröningarna. Spirorna och taket förstördes i en brand 1481.
1875 avsatte Frankrikes nationalförsamling motsvarande 80 000 pund till reparation av fasaden och balustraderna. Fasaden brukar räknas till byggnadens finaste delar och som ett av medeltidens mästerverk. Dess tre portiker har en omfattande skulptural utsmyckning. Ovanför den centrala portiken finns ett rosettfönster som även det omgärdas av skulpturer. Katedralen skadades svårt i slutet av första världskriget. Efter kriget återuppbyggdes katedralen med hjälp av bland annat amerikanska donationer.
Katedralen i Reims upptogs tillsammans med Saint-Remibasilikan och Taupalatset på Unescos världsarvslista 1991.

## Galleri

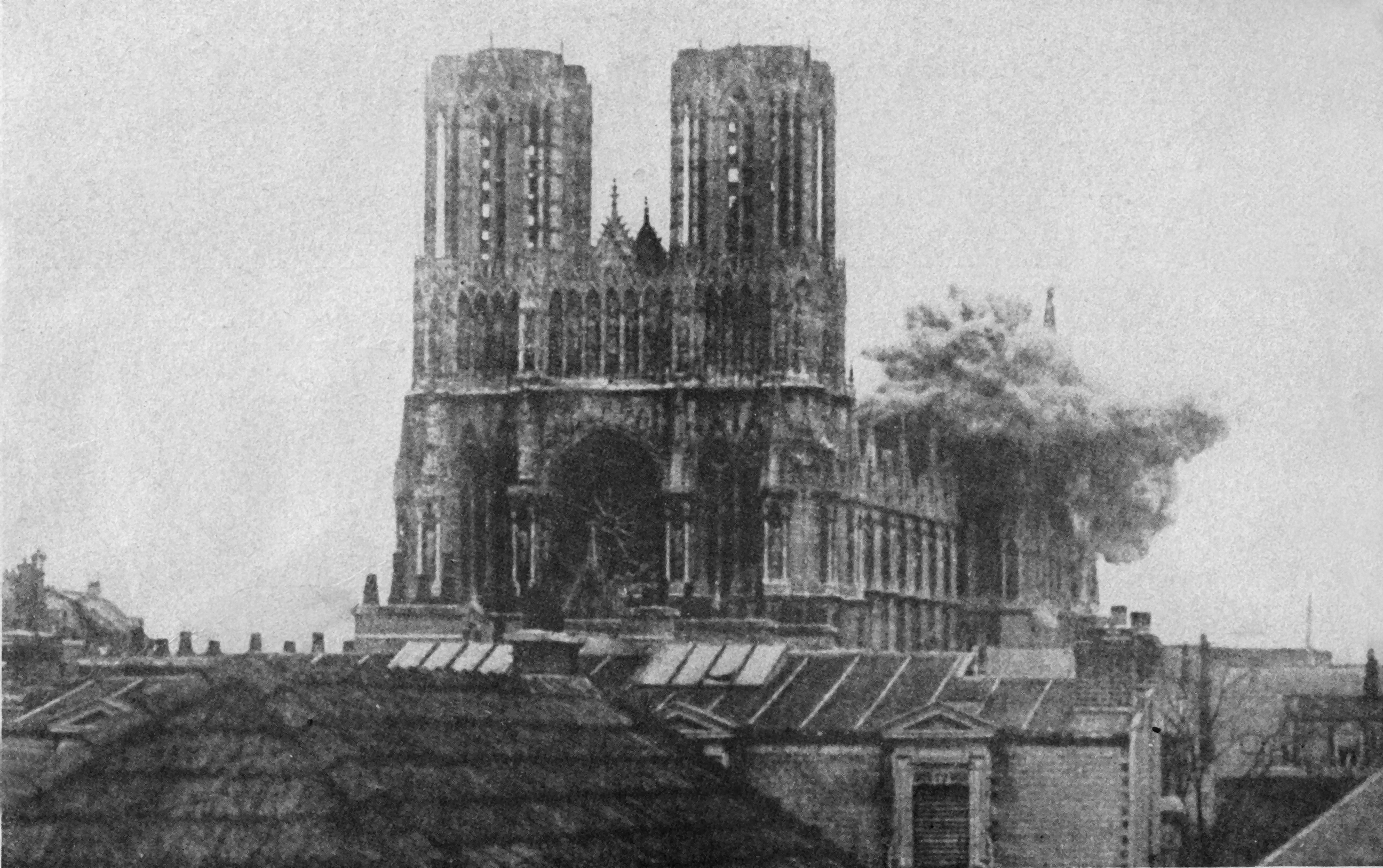
Katedralen vid det tyska bombandet under första världskriget
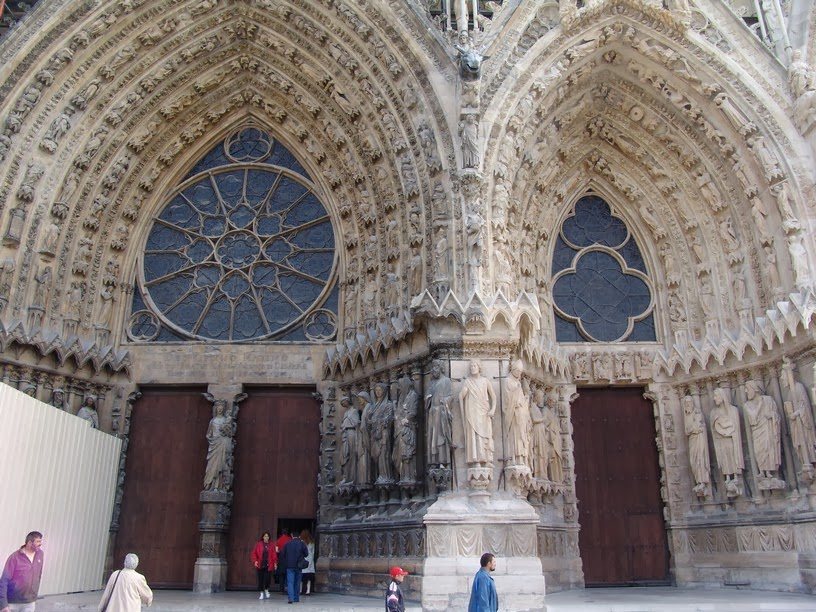
Huvudportalen
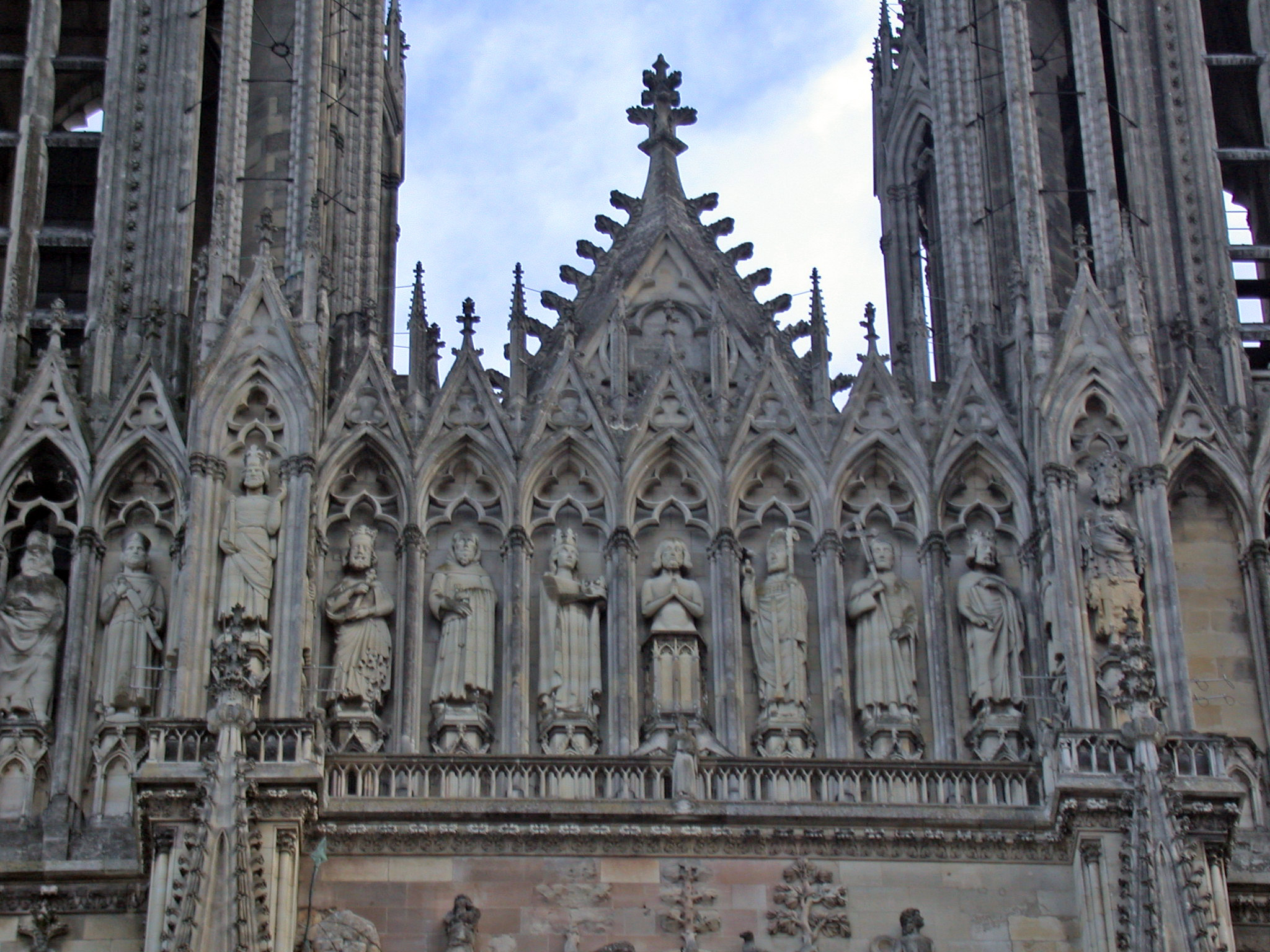
Kungagalleriet ovanför portalen
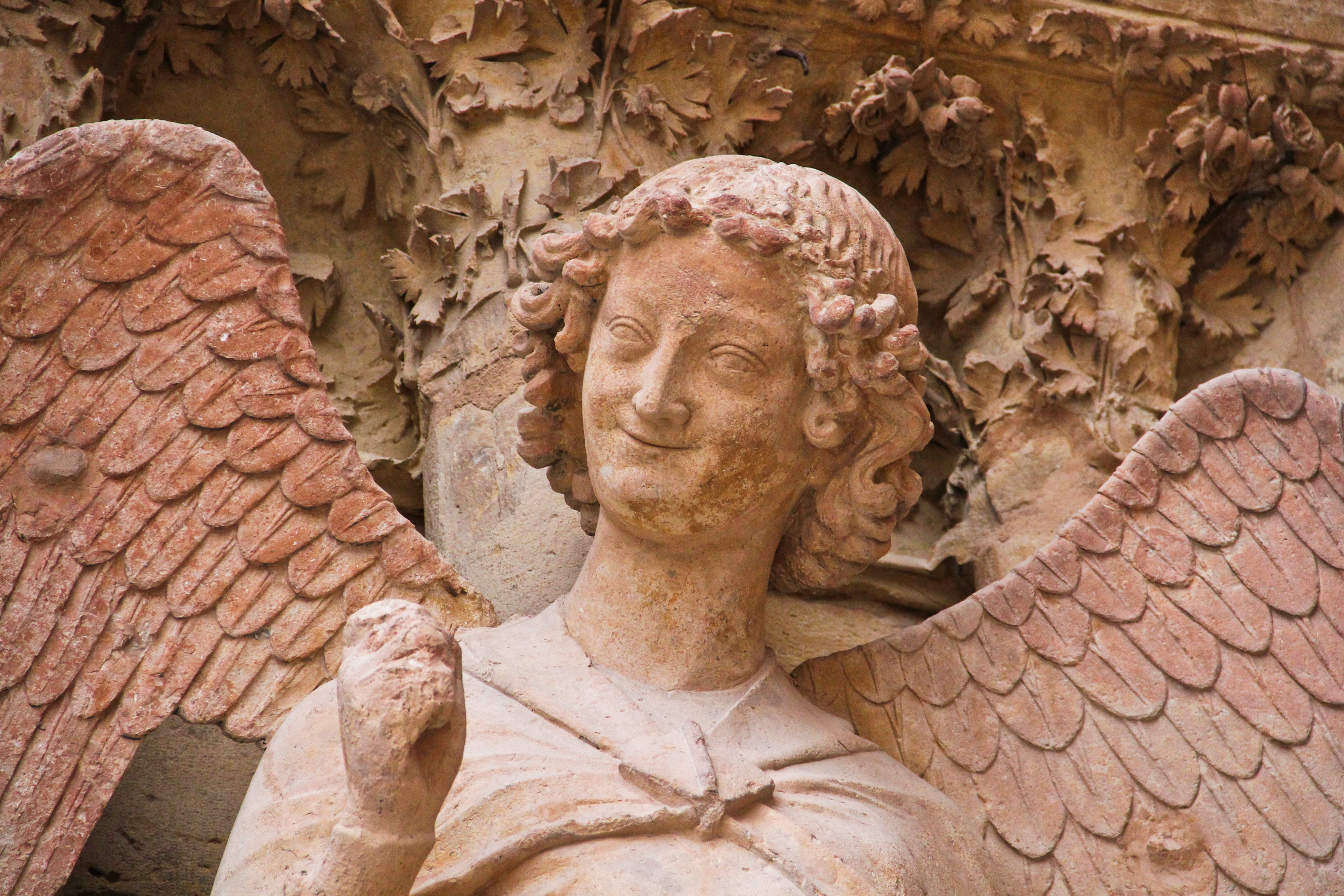
Den leende ängeln, en av de mer kända statyerna
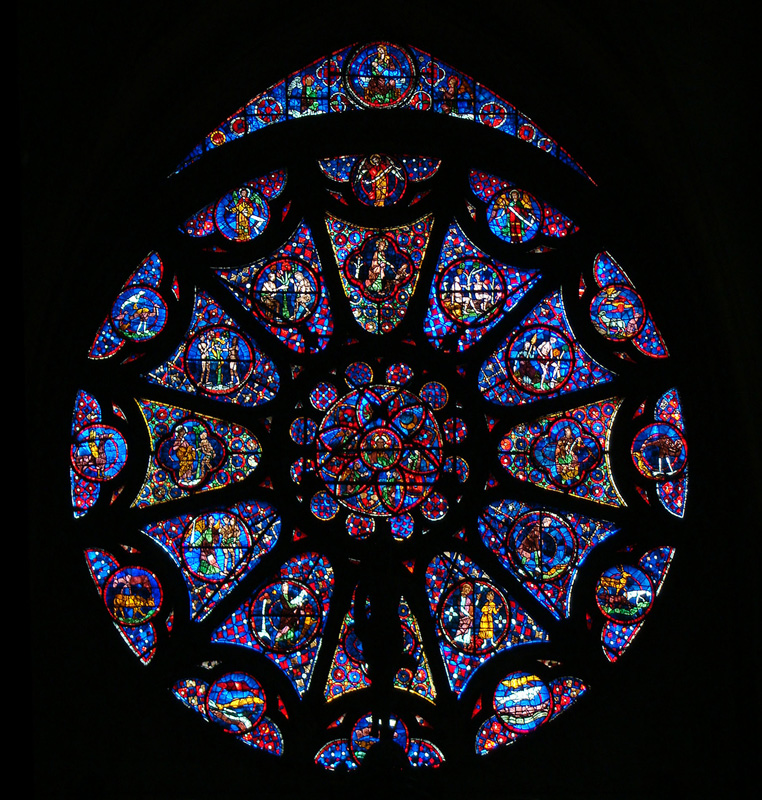
Norra rosettfönstret
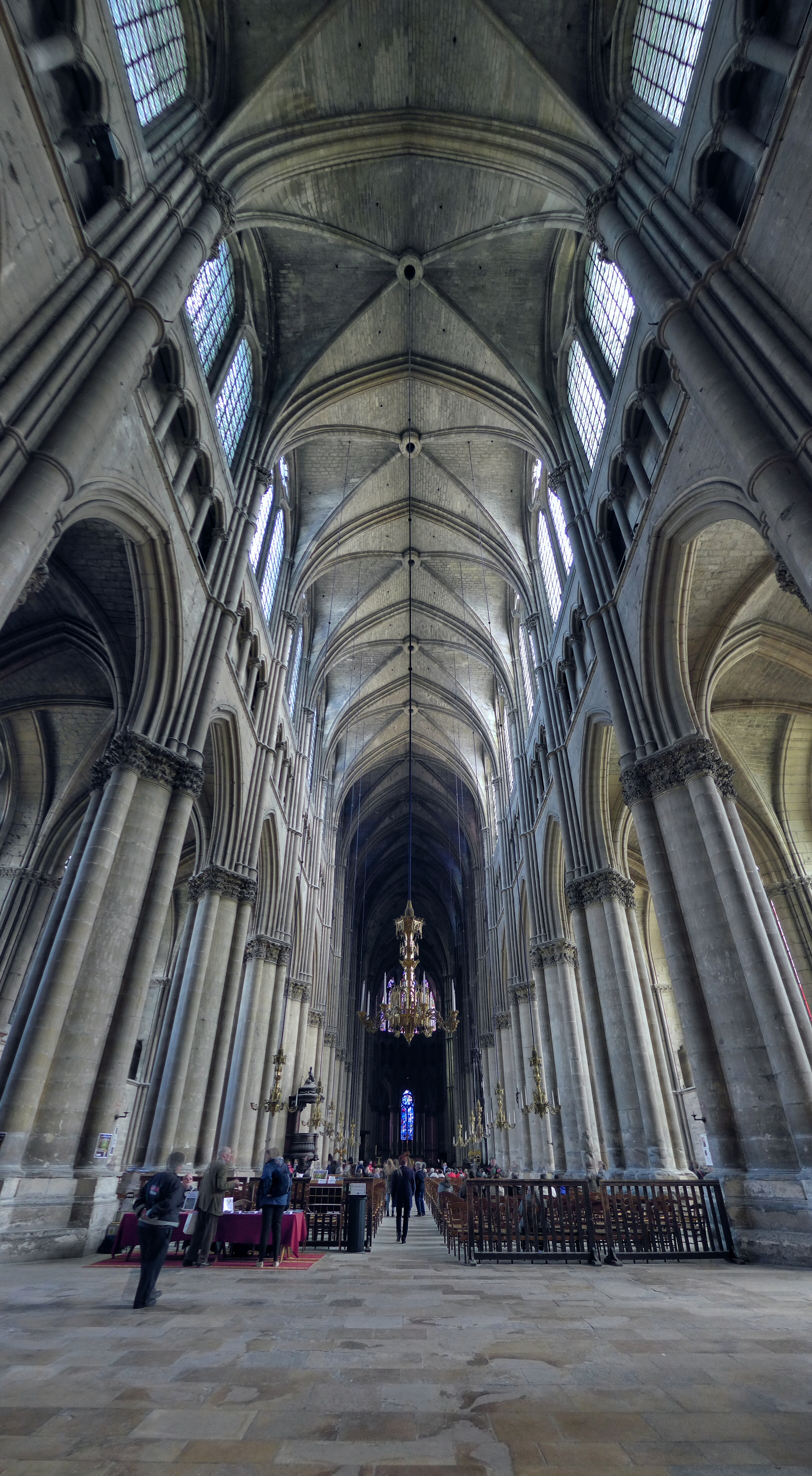
Interiör